# Dăneasa
Dăneasa é uma comuna romena localizada no distrito de Olt, na região de Oltênia. A comuna possui uma área de 57.32 km² e sua população era de 3685 habitantes segundo o censo de 2007.